# ビリーヴ (オリアンティのアルバム)
『ビリーヴ』 (Believe) は、オリアンティの2枚目のアルバム。

## 収録曲
1. アコーディング・トゥ・ユー - According to You
2. サフォケイテッド - Suffocated
3. バッド・ニュース - Bad News
4. ビリーヴ - Believe
5. フィールズ・ライク・ホーム - Feels Like Home
6. シンク・ライク・ア・マン - Think Like a Man
7. ホワッツ・イット・ゴナ・ビー - What's It Gonna Be
8. アントゥゲザー - Untogether
9. ドライヴ・アウェイ - Drive Away
10. ハイリー・ストラング - Highly Strung
11. ゴッド・オンリー・ノウズ - God Only Knows
12. ドント・テル・ミー・ザット・イッツ・オーヴァー (ボーナス・トラック)
13. ファインド・イット (ボーナス・トラック)